# Klauberg (Odenthal)
Klauberg war ein Wohnplatz in Unterodenthal in der heutigen Gemeinde Odenthal  im Rheinisch-Bergischen Kreis.

## Lage und Beschreibung
Klauberg war eine Ortschaft an der gleichnamigen Erhebung im Sayn-Wittgensteiner Forst. Die Fläche ist heute wieder bewaldet.

## Geschichte
1527 wird Klauberg erwähnt als einer der Höfe, die Adam von Hall neben Strauweiler geerbt hat. Er gehörte seit mindestens Mitte des 15. Jahrhunderts zu Strauweiler.
Klauberg war später Teil der Bürgermeisterei Odenthal im preußischen Kreis Mülheim am Rhein.
Der Ort ist auf der Topographischen Aufnahme der Rheinlande von 1824 und auf der Preußischen Uraufnahme von 1840 als Klauberg verzeichnet. Ab der Preußischen Neuaufnahme von 1892 ist er nicht mehr verzeichnet. Der Ort gehörte zur katholischen Pfarre Odenthal und zur evangelischen Gemeinde Altenberg.
| Jahr | Einwohner | Wohn- gebäude | Kategorie |
| ---- | --------- | ------------- | --------- |
| 1822 | 10        |               | Hof       |
| 1830 | 11        |               | Hof       |
| 1845 | 12        | 1             | Hof       |